# Клюпа Явдоха Яківна
Явдоха (Євдокія) Яківна Клюпа (нар. 8 березня 1921, село Іванівка, Петриківський район — 23 листопада 1995) — українська художниця, майстриня петриківського розпису. 
Учениця відомої майстрині Тетяни Пати.
Працювала на Фабриці петриківського розпису «Дружба», входила до художньої ради фабрики. 